# Anelosimus vittatus
Anelosimus vittatus es una especie de araña de telaraña del género Anelosimus, de la familia Theridiidae, orden Araneae. Fue descrita por C. L. Koch en 1836.
Se distribuye por Europa, Turquía, Cáucaso e Irán. Fue publicada en Die Arachniden. Dritter Band. C. H. Zeh’sche Buchhandlung, Nürnberg Pp. 1-104, Pl. 73-105 (F. 164-245).